# Platyoides grandidieri
Platyoides grandidieri är en spindelart som beskrevs av Simon 1903. Platyoides grandidieri ingår i släktet Platyoides och familjen Trochanteriidae. Inga underarter finns listade i Catalogue of Life.